# Prosimno
Prosimno o Polimno (in greco antico: Πρόσυμνος?/Πόλυμνος) nella mitologia greca era un pastore che viveva nei pressi del sacro lago di Lerna (nell'Argolide, sulla costa del golfo di Argo), reputato essere senza fondo e pertanto assai pericoloso per tutti quelli che vi si volevano avventurare in acqua.
Quando il dio del vino Dioniso andò nell'Ade per salvare sua madre Semele, Prosimno lo guidò verso l'ingresso - conducendolo nella sua barca a remi - posto al centro del lago. Il premio richiesto da Prosimno per questo servizio sarebbe stato il diritto a giacere con il giovane Dio. Tuttavia, quando Dioniso tornò sulla terra per una strada diversa, trovò che Prosimno era nel frattempo morto.
Dioniso volle comunque mantenere la sua promessa; intagliò un pezzo di legno di ficus a forma di fallo utilizzandolo per adempiere ritualmente all'accordo che aveva in precedenza stipulato con Prosimno: si posizionò sulla sua tomba e ci si sedette sopra, auto-sodomizzandosi. Questo, si dice, è stato dato come spiegazione della presenza di falli di legno di fico tra gli oggetti segreti che venivano "rivelati" nel corso dei Misteri dionisiaci.
Questa storia non è raccontata in pieno da una delle consuete fonti di racconti mitologici greci, anche se molti di loro accennano ad essa. Il fatto si è ricostruito sulla base di dichiarazioni di autori cristiani; questi devono essere trattati quindi con riserva in quanto il loro obiettivo era essenzialmente quello di screditare la mitologia pagana.
Riti notturni annuali hanno avuto luogo presso il lago sacro, sulle rive della palude alcionia, ancora in età classica; Pausania il Periegeta si rifiuta però di descriverceli.
Il mito di Prosimno è stato studiato da Bernard Sergent in L'omosessualità nella mitologia greca (1984), ristampato nella sua Omosessualità e iniziazione tra i popoli indo-europei (1996). Questo mito è comunque considerato essere il risultato dell'importanza del simbolismo fallico all'interno del culto dionisiaco.

### Fonti antiche
- Arnobio, Contro i pagani (V, 28).
- Clemente di Alessandria, Esortazione ai Greci (Protrettico) (II, 34, 2-5).
- Igino, Astronomia (II, 5).
- Pausania, Descrizione della Grecia (II, 37).
- Plutarco, Iside e Osiride (35).